# Killiney
Killiney (irl. Cill Iníon Léinín) – nadbrzeżna dzielnica Dublina w Irlandii, położona w południowo-wschodniej części miasta, w hrabstwie Dún Laoghaire-Rathdown.
Znajdują się tutaj plaże Killiney oraz Whiterock, ta druga również z częścią dla nudystów.